# Harald Natvig
Harald Natvig (n. 10 iunie 1872, Comuna Stavanger, Suedia-Norvegia – d. 1 august 1947, Hjerkinn⁠(d), Dovre, Oppland, Norvegia) a fost un trăgător de tir ce a reprezentat Norvegia, medaliat olimpic. A participat la 2 ediții ale Jocurilor Olimpice (1920, 1924) în care a câștigat 3 medalii de aur, o medalie de argint și o medalie de bronz.